# Zollgrenzschutz
La Zollgrenzschutz (ZGS) (tedesco: lett.difesa del confine e dogana, cioè guardia di frontiera) è stata dal 1937 al 1945, un corpo di polizia confinaria dipendente dal Ministero delle Finanze del Reich tedesco, con il compito di presidiare i confini tedeschi svolgendo i ruoli di polizia di frontiera, polizia doganale e servizio antimmigrazione.

## Storia
Traeva origine dall'unità di controllo doganale del governo prussiano. Tale unità fu riorganizzata nel 1919, sotto la Repubblica di Weimar e progressivamente militarizzata, anche in considerazione che, per il trattato di Versailles, la Germania avrebbe potuto possedere solo forze armate regolari ridotte e, pertanto i governanti tedeschi, al fine di disporre di forze per la difesa e l'ordine pubblico, potenziarono grandemente le forze di polizia.
Fu riorganizzata e così denominata dopo l'avvento del nazismo, nel 1937, sotto Fritz Reinhardt, ministro delle finanze, malgrado Himmler avesse cercato di sottoporla al controllo delle SS.
Nel 1944, effettivamente fu sottoposta alla Sicherheitspolizei.
Fu sciolta alla fine della guerra.

## Gradi
| Distintivo su bavero | Distintivo sulle spalline | Ranghi ZGS                                                                                 | Traduzione                                    | Equilavente Heer        |
| -------------------- | ------------------------- | ------------------------------------------------------------------------------------------ | --------------------------------------------- | ----------------------- |
|                      |                           | Generalinspekteur des Zollgrenzschutzes                                                    | Ispettore generale della guardia di frontiera | Generalleutnant         |
|                      |                           | Ministerialrat                                                                             |                                               | Oberst                  |
|                      |                           | Oberregierungsrat                                                                          |                                               | Oberstleutnant          |
|                      |                           | Zollamtmann Zollrat Oberzollrat Regierungsrat                                              |                                               | Major                   |
|                      |                           | Oberzollinspektor Regierungsassessor Regierungsrat with less than three years in the grade |                                               | Hauptmann               |
|                      |                           | Zollinspektor                                                                              | Ispettore doganale                            | Oberleutnant            |
|                      |                           | Oberzollsekretär                                                                           | Segretario maggiore del servizio doganale     | Leutnant                |
|                      |                           | Zollsekretär Hilfzollsekretär                                                              | Segretario doganale                           | Stabsfeldwebel          |
|                      |                           | Zollassistent Hilfzollassistent                                                            | Assistente doganale                           | Oberfeldwebel           |
|                      |                           | Zollbetriebsassistent Hilfszollbetriebsassistent                                           | Assistente delle operazioni doganali          | Feldwebel               |
|                      |                           | Zolloberwachtmeister                                                                       | Sergente maggiore della dogana                | Unteroffizier           |
|                      |                           | Zollwachtmeister                                                                           | Sergente della dogana                         | Gefreiter Obergefreiter |
|                      |                           | Zollgrenzangestellter                                                                      | Impiegato del servizio di frontiera doganale  | Schütze                 |